# Кужелєвець
Кужелєвець (словен. Kuželjevec) — поселення в общині Іванчна Гориця, Осреднєсловенський регіон, Словенія. Висота над рівнем моря: 466,8 м.